# Holo Pacha el-Abed
Holo Pacha el-Abed (en arabe : هولو باشا العابد / Hawlū Bāšā al-ʿĀbid ; en turc : Holo Paşa el-Abid ou Abidzade Holo Paşa), né en 1824 et mort en 1895, est un administrateur syrien sous le règne du sultan ottoman Abdülaziz. Il descendait des bédouins syriens mawālī. Il « est nommé qâim maqâm de la Békaa, puis mutasarrif de plusieurs districts de la Damascène, avant de devenir président du Conseil administratif de la wilâya de Damas en 1890. » Il est le père d'Ahmed Izzet Pacha el-Abed et le grand-père de Mohammed Ali Bey el-Abed.